# 이충익
이충익(李忠翊, 1744년~1816년)은 조선 후기의 학자이다. 자는 우신(虞臣), 호는 초원(椒園)이다. 본관은 전주(全州)이다.
저서로 문집《초원유고(椒園遺稿)》와 《노자》 주석서인 《담로(談老)》가 있다.

## 전기 자료
- 이면백, 《대원유고》 권2, 선고비합장지
- 신작, 《석천유고》 권3, 초원공 묘표